# Пуебла (град)
Пуебла де Сарагоса (шп. Puebla de Zaragoza) је град у Мексику у савезној држави Пуебла. Према процени из 2005. у граду је живело 1.399.519 становника и четврти је град по величини у Мексику.
Град је основан 16. априла 1531. као „Пуебла де лос Анхелес“, на трговачки значајном путу од Града Мескика ка луци Веракруз. Данас је популарно име града Анхелополис (La Angelópolis).
У Пуебли се сусрећу колонијална архитектура стара 400 година и модерне четврти. Стари центар града је под заштитом УНЕСКО-а.

## Становништво
Према подацима са пописа становништва из 2010. године, град је имао 1.434.062 становника.
| 1990.     | 1995.     | 2000.     | 2005.     | 2010.     |
| --------- | --------- | --------- | --------- | --------- |
| 1.007.170 | 1.157.625 | 1.271.673 | 1.399.519 | 1.434.062 |